# Aaron Small
Aaron Small (11 de julio de 2001) es un deportista estadounidense que compite en piragüismo en la modalidad de aguas tranquilas. En los Juegos Panamericanos de 2023 obtuvo una medalla de bronce en la prueba de K2 500 m.

## Palmarés internacional
| Juegos Panamericanos | Juegos Panamericanos | Juegos Panamericanos | Juegos Panamericanos |
| Año                  | Lugar                | Medalla              | Competición          |
| -------------------- | -------------------- | -------------------- | -------------------- |
| 2023                 | Santiago (Chile)     | Medalla de bronce    | K2 500 m             |